# Mason Thames
Mason Thames (ur. 10 lipca 2007 w McKinney) – amerykański aktor.

## Życiorys
Mason Thames urodził się w teksańskiej miejscowości McKinney. W dzieciństwie często i chętnie grał w futbol amerykański, po czym przez cztery lata tańczył w balecie i odbywał tournée z przedstawieniami „Dziadka do orzechów”. W ten sposób Thames odkrył aktorstwo i wziął udział w pierwszych przesłuchaniach w Dallas i Los Angeles.

## Kariera
Pierwszą rolę Mason dostał w filmie krótkometrażowym pt. After Omegas w 2017 roku. Dwa lata później wystąpił w trzech odcinkach produkcji Apple-TV+ For All Mankind. Na początku 2020 roku wystąpił również w serialu Eval, jednak ze względu na pandemię COVID-19 serial został wstrzymany po pierwszym odcinku. Wystąpił w trzech odcinkach serialu Walker, który był produkowany przez amerykańską sieć telewizyjną The CW. Thames miał swój przełom aktorski w 2021 roku, gdy otrzymał rolę w horrorze Czarny telefon, którego reżyserem był Scott Derrickson i mógł tym samym zagrać u bogu Ethana Hawke. Za swój występ w tym filmie został nominowany do Nagrody Saturna w 2022 roku w kategorii Najlepszy młody aktor. W 2024 wystąpił w amerykańskiej komedii Pierwszaki, której reżyserem był Dave Chernin. Mason zagrał również w horrorze Monster Summer, w którym zagrał u boku Mela Gibsona
W maju 2023 roku Dreamworks Animation ogłosiło, że w filmie Jak wytresować smoka Mason wcieli się w rolę Czkawki, a u jego boku zagra Nico Parker. Do nadchodzących produkcji zalicza się kontynuacja horroru z 2021 roku, czyli Czarny telefon 2.

## Życie prywatne
Mason ma dwójkę starszego rodzeństwa.

## Filmografia

### Filmy
| Rok  | Tytuł                | Rola                | Uwaga                 | Źr.         |
| ---- | -------------------- | ------------------- | --------------------- | ----------- |
| 2017 | After Omegas         | Liam                | Film krótkometrażowy  | [ 1 ]       |
| 2019 | Czarny telefon       | Finn „Finney“ Blake |                       | [ 3 ]       |
| 2024 | Pierwszaki           | Benj Nielsen        |                       | [ 3 ]       |
| 2024 | Monster Summer       | Noah                |                       | [ 6 ]       |
| 2025 | Jak wytresować smoka | Czkawka             | Nadchodząca produkcja | [ 7 ]       |
| TBA  | Czarny telefon 2     | Finn „Finney“ Blake | Nadchodząca produkcja | [ 7 ] [ 8 ] |

### Seriale
| Rok       | Tytuł           | Rola                 | Uwaga             | Źr.   |
| --------- | --------------- | -------------------- | ----------------- | ----- |
| 2019      | For All Mankind |                      | Trzy odcinki      | [ 3 ] |
| 2020      | Evel            |                      | Serial wstrzymano | [ 1 ] |
| 2021–2022 | Walker          | Młody Cordell Walker | Trzy odcinki      | [ 4 ] |

## Nagrody i nominacje
| Rok  | Ceremonia      | Kategoria                     | Produkcja      | Rezultat  | Źr.   |
| ---- | -------------- | ----------------------------- | -------------- | --------- | ----- |
| 2022 | Nagroda Saturn | Najlepszy młody aktor/aktorka | Czarny telefon | Nominacja | [ 5 ] |